# Staatsmeisterschaft von Piauí
Die Staatsmeisterschaft von Piauí ist die Fußballmeisterschaft des Bundesstaates Piauí (portugiesisch: Campeonato Piauiense de Futebol) in Brasilien. Sie wird seit 1916 jährlich – mit Ausnahme von 1917 – ausgetragen. 
Zwischen den Jahren 1916 und 1940 ist der Fußball in Piauí auf Amateurniveau betrieben wurden, in zeitweilig miteinander konkurrierenden Ligaorganisationen, weshalb in dieser Zeit gelegentlich auch zwei Meisterschaften pro Jahr ausgespielt wurden. Die Professionalisierung des Fußballs ist im Jahr 1941 mit der Gründung der neuen Dachorganisation einhergegangen, der Federação de Futebol de Piauí (FFP).
Rekordmeister ist Ríver Atlético Clube aus der Landeshauptstadt Teresina mit 32 Titeln, gefolgt vom Lokalrivalen Esporte Clube Flamengo mit 17 Titeln.

## Sieger
| Rekordmeister: Ríver AC | 0 | 32 Titel | Ríver AC (Teresina) |
| Rekordmeister: Ríver AC | 0 | 17 Titel | EC Flamengo (Teresina) |
| Rekordmeister: Ríver AC | 0 | 12 Titel | Parnahyba SC (Parnaíba) |
| Rekordmeister: Ríver AC | 0 | 11 Titel | Botafogo EC (Teresina) |
| Rekordmeister: Ríver AC | 0 | 06 Titel | Piauí EC (Teresina) |
| Rekordmeister: Ríver AC | 0 | 05 Titel | SE Tiradentes (Teresina) Artístico FC (Teresina) Tiradentes AC (Teresina)                                                                                         |
| Rekordmeister: Ríver AC | 0 | 04 Titel | SE Picos (Picos) 4 de Julho EC (Piripiri) AA Altos |
| Rekordmeister: Ríver AC | 0 | 03 Titel | Flamengo SC (PI) (Parnaíba) Militar SC (Teresina) International AC (Parnaíba)                                                                                     |
| Rekordmeister: Ríver AC | 0 | 02 Titel | SC Fluminense (Parnaíba) Theresinense FC (Teresina) |
| Rekordmeister: Ríver AC | 0 | 01 Titel | Comercial AC (PI) (Campo Maior) Barras FC AA Cori-Sabbá (Floriano) Auto EC (Teresina) Artístico de Parnaíba Palmeiras FC (PI) (Teresina) Fluminense EC (Teresina) |

## Meisterschaftshistorie
| Meister 2025: Piauí EC | 0 | - 2025 Piauí EC - 2024 AA Altos - 2023 Ríver AC - 2022 Fluminense EC - 2021 AA Altos - 2020 4 de Julho EC - 2019 Ríver AC - 2018 AA Altos - 2017 AA Altos - 2016 Ríver AC - 2015 Ríver AC - 2014 Ríver AC - 2013 Parnahyba SC - 2012 Parnahyba SC - 2011 4 de Julho EC - 2010 Comercial AC (PI) - 2009 EC Flamengo - 2008 Barras FC - 2007 Ríver AC - 2006 Parnahyba SC - 2005 Parnahyba SC - 2004 Parnahyba SC - 2003 EC Flamengo - 2002 Ríver AC - 2001 Ríver AC - 2000 Ríver AC - 1999 Ríver AC - 1998 SE Picos - 1997 SE Picos - 1996 Ríver AC - 1995 AA Cori-Sabbá - 1994 SE Picos - 1993 4 de Julho EC - 1992 4 de Julho EC - 1991 SE Picos - 1990 SE Tiradentes - 1989 Ríver AC - 1988 EC Flamengo - 1987 EC Flamengo - 1986 EC Flamengo - 1985 Piauí EC - 1984 EC Flamengo - 1983 Auto EC - 1982 SE Tiradentes - 1981 Ríver AC - 1980 Ríver AC - 1979 EC Flamengo - 1978 Ríver AC - 1977 Ríver AC - 1976 EC Flamengo - 1975 Ríver AC & SE Tiradentes - 1974 SE Tiradentes - 1973 Ríver AC - 1972 SE Tiradentes - 1971 EC Flamengo - 1970 EC Flamengo - 1969 Piauí EC - 1968 Piauí EC - 1967 Piauí EC - 1966 Piauí EC - 1965 EC Flamengo - 1964 EC Flamengo - 1963 Ríver AC - 1962 Ríver AC - 1961 Ríver AC - 1960 Ríver AC - 1959 Ríver AC - 1958 Ríver AC - 1957 Botafogo EC - 1956 Ríver AC - 1955 Ríver AC - 1954 Ríver AC - 1953 Ríver AC - 1952 Ríver AC - 1951 Ríver AC - 1950 Ríver AC - 1949 Botafogo EC - 1948 Ríver AC - 1947 EC Flamengo - 1946 Botafogo EC - 1945 Botafogo EC - 1944 EC Flamengo - 1943 EC Flamengo - 1942 EC Flamengo - 1941 Botafogo EC 0Profiära seit 1941 - 1940 (LTET) Botafogo EC \| (LPET) Parnahyba SC - 1939 (LPST) EC Flamengo \| (LPET) Flamengo SC - 1938 (LPST) Botafogo EC \| (LPET) Flamengo SC - 1937 (LPST) Botafogo EC \| (LPET) Flamengo SC - 1936 (LPST) Botafogo EC - 1935 (LPST) Botafogo EC \| (LPET) SC Fluminense - 1934 (LPST) Botafogo EC - 1933 (LPST) Artístico FC - 1932 (LPST) Militar SC - 1931 (LPST) Militar SC \| (LPET) SC Fluminense - 1930 (LPST) Artístico FC \| (LPET) Parnahyba SC - 1929 (LPST) Artístico FC \| (LPET) Parnahyba SC - 1928 (LPST) Tiradentes AC \| (LPET) International AC - 1927 (LPST) Tiradentes AC \| (LPET) Parnahyba SC - 1926 (LPST) Tiradentes AC \| (LPET) International AC - 1925 (LPST) Tiradentes AC \| (LPET) Parnahyba SC - 1924 (LPST) Tiradentes AC \| (LPET) Parnahyba SC - 1923 (LPSA) Artístico FC - 1922 (LPSA) Theresinense FC - 1921 (LPSA) Militar SC \| (LSP) International AC - 1920 (LSP) Artístico FC - 1919 (LST) Theresinense FC - 1918 (LSP) Artístico de Parnaíba \| (DPET) Palmeiras FC (PI) - 1917 Meisterschaft nicht ausgetragen - 1916 (LSP) Parnahyba SC 0Amateurära von 1916–1940 |